# 극종
극종(克宗, ?~?)은 신라 때의 거문고의 명인이다. 귀금(貴金)으로부터 희귀한 거문고음악을 전수받은 안장(安長)의 아들로, 형 극상(克相)과 아버지의 거문고음악을 계승하였으며 새로이 7곡을 작곡하였다. 극종 이후에는 거문고 음악이 신라에 널리 퍼지고 평조(平調)와 우조(羽調)로 나뉘어 발전하였다.